# Désirée Bernard
Désirée Patricia Bernard (sinh ngày 2 tháng 3 năm 1939) là một luật gia người người Guyana, là nữ thẩm phán đầu tiên tại Tòa thượng thẩm năm 1980 và Tòa phúc thẩm tối cao năm 1992. Bà được bổ nhiệm làm Chánh án tối cao Guyana năm 1996, và là Thẩm phán của Tòa án Công lý Caribbea năm 2005. Năm 2014, bà được bổ nhiệm vào Tòa phúc thẩm Bermuda.

## Đầu đời và giáo dục
Bernard được sinh ra tại Georgetown vào ngày 2 tháng 3 năm 1939, là con duy nhất của William và Maude Bernard. Cha bà là một trung sĩ cảnh sát. Bà theo học trường St Ambrose ở Georgetown và giành được một vị trí tại trường trung học Bishops. Bà dự định trở thành một giáo viên, cho đến khi một người bạn của gia đình khuyến khích bà theo học ngành luật. Bà có bằng Cử nhân Luật hạng ưu của Đại học London năm 1963.

## Nghề nghiệp
Bernard đủ điều kiện làm luật sư vào năm 1964 và hành nghề tư nhân cho đến năm 1980. Bà được bổ nhiệm làm Thẩm phán năm 1970 và là Ủy viên Lời thề và Công chứng năm 1976.
Bernard được bổ nhiệm làm Thẩm phán nữ đầu tiên tại Tòa án tối cao Guyana năm 1980, và là nữ thẩm phán Tòa phúc thẩm tiên vào năm 1992. Sau đó, bà trở thành Chưởng hiến Tư pháp của Guyana. Năm 1997, bà phán quyết rằng Janet Jagan có quyền lập hiến làm Tổng thống sau khi cuộc bầu cử bị thách thức tại tòa án.
Bernard đã phục vụ như một thẩm phán của Tòa án Công lý Caribbea từ khi cơ quan này thành lập năm 2005, công lý nữ duy nhất của tòa án, cho đến khi nghỉ hưu vào năm 2014. Khi bà nghỉ hưu Tòa án đã có một phiên họp đặc biệt để vinh danh bà, với Chưởng hiến Tư pháp và Tổng thư ký Caricom phát biểu ca ngợi vai trò tiên phong của Bernard trong việc khuyến khích phụ nữ hành nghề luật trong khu vực." 
Năm 2011, Bernard được bổ nhiệm làm thẩm phán của Tòa án Hành chính Ngân hàng Phát triển Liên Mỹ tại Washington, D.C.. Vào tháng 12 năm 2014, bà được Thống đốc George Fergusson bổ nhiệm vào Tòa phúc thẩm Bermuda.
Bernard là người sáng lập Hiệp hội Phụ nữ Caribbean, phục vụ từ năm 1970 đến năm 1974, và là phụ nữ đầu tiên và duy nhất giữ chức Chủ tịch của Tổ chức Hiệp hội Luật sư Khối thịnh vượng chung năm 1976. Năm 1981, bà được chỉ định làm chủ tịch của một hồi đồng kiểm tra tất cả các luật nhằm xóa bỏ phân biệt đối xử đối với phụ nữ, dẫn đến bãi bỏ một số luật và bãi bỏ Đạo luật Bastardly. Năm 1987, bà thành lập Hiệp hội Luật sư Phụ nữ Guyana. Bà đã tham gia vào việc thành lập Văn phòng Trợ giúp pháp lý Georgetown và làm Chủ tịch Hội đồng quản trị trong nhiều năm. Bà cũng là Chủ tịch Câu lạc bộ Toastmistress Georgetown và là thành viên của nhiều hiệp hội bao gồm Hiệp hội người tiêu dùng Guyana, Hội đồng của Đại học Guyana, Hội đồng Nhận con nuôi Guyana và Hiệp hội hướng đạo nữ Guyana.
Bernard là một báo cáo viên của Ủy ban Liên hợp quốc về xóa bỏ phân biệt đối xử từ năm 1982 đến năm 1984, và sau đó là Chủ tịch của Ủy ban từ năm 1985 đến năm 1989.
Bernard đã viết bài về các vấn đề giới và pháp lý. Năm 2013, bà đã hoàn thành nghiên cứu về "Tính tương thích của Tòa án Công lý Caribbean với Hiệp ước Chaguaramas sửa đổi" sau khi nhận được học bổng từ Viện Nghiên cứu Pháp lý Cao cấp ở London.

## Giải thưởng và danh dự
Bernard đã nhận được hai trong số ba giải thưởng quốc gia cao nhất của Guyana, Cacique Crown of Honor và Huân chương Roraima. Năm 2005, bà nhận được Giải thưởng ba năm 1 lần của CARICOM dành cho phụ nữ với vai trò ủng hộ sự phát triển của phụ nữ.
Năm 1989, Bernard đã được trao giải thưởng của Đại học Guyana cho thành tựu về luật. Năm 2007, bà được Đại học Tây Ấn trao tặng một Tiến sĩ Luật danh dự. Vào tháng 10 năm 2017, bàđược Hiệp hội hữu nghị Guyana-Jamaica vinh danh tại thành phố New York.

## Cuộc sống cá nhân
Bernard là người độc thân và có một cô con gái nuôi, Carol, một luật sư ở Trinidad và Tobago. Bà là người theo đạo Thiên chúa và là người phụ nữ đầu tiên làm pháp quan của Giáo phận Anh giáo Guyana.

## Tác phẩm
- Bernard, D (1996). “The Work of the Committee on the Elimination of Discrimination against Women: Its Focus on Nationality, Custom, Culture and the Rights of the Girl-Child”. Byrnes, Connors, and Bik: 72–85. doi:10.14217/9781848596115-10-en. Chú thích journal cần |journal= (trợ giúp)
- Bernard, Desiree (1996). “The Synergy of" Rights" Conventions: The Convention on the Elimination of All Forms of Discrimination Against Women (CEDAW), the Convention on the Rights of the Child (CRC), the Inter-American Convention on the Prevention, Punishment and Eradication of Violence Against Women (The Convention of Belem do Para)”. United Nations. Chú thích journal cần |journal= (trợ giúp)
- Bernard, Désirée (2006). “Confronting Gender-based Violence in the Caribbean”. Centre for Gender and Development Studies, Mona Unit. Chú thích journal cần |journal= (trợ giúp)
- Bernard, Desiree Patricia (2007). “The First 12 years”.  Trong Hanna Beate Schöpp-Schilling; Cees Flinterman (biên tập). The circle of empowerment: twenty-five years of the UN Committee on the Elimination of Discrimination against Women. New York: The Feminist Press. tr. 266–267.
- Bernard, Désirée (2009). “The Caribbean Court of Justice: A New Judicial Experience”. International Journal of Legal Information: The Official Journal of the International Association of Law Libraries. 37: 219–238.